# Braniella palpata
Braniella palpata är en ringmaskart som beskrevs av Hartman 1978. Braniella palpata ingår i släktet Braniella och familjen Syllidae. Inga underarter finns listade i Catalogue of Life.